# Krater von Rochechouart-Chassenon
Koordinaten: 45° 49′ 0″ N, 0° 47′ 0″ O
Der Krater von Rochechouart-Chassenon ist ein zirka 200 Millionen Jahre alter Einschlagkrater im Südwesten Frankreichs. Die rund 20 Kilometer im Durchmesser betragende Impaktstruktur wurde von einem Asteroiden verursacht, der gegen Ende der Trias ins Grundgebirge des westlichen Massif Centrals einschlug.

## Beschreibung der Struktur

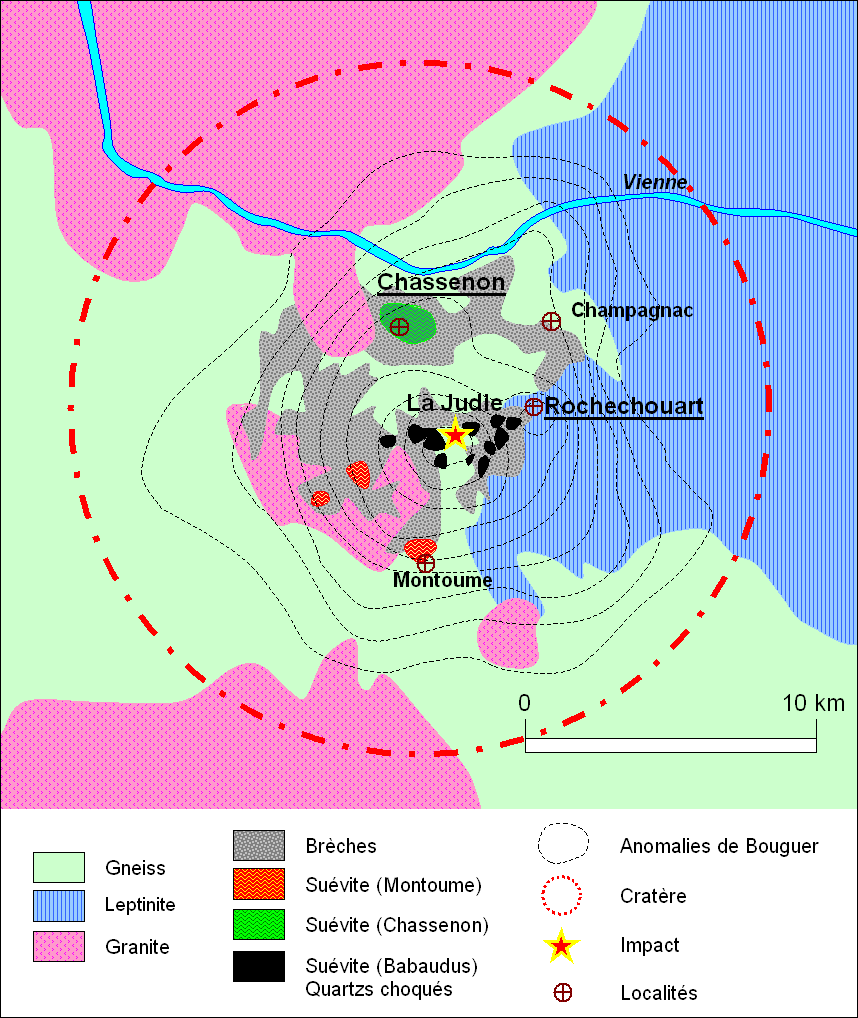
Karte des Kraters von Rochechouart-Chassenon. Gestrichelt das vermutete Ausmaß des Kraters. Schwereanomalien in Grau. Der Stern markiert das Zentrum der Impaktstruktur.

Der Krater von Rochechouart-Chassenon wurde nach der Kleinstadt Rochechouart im Département Haute-Vienne und der Ortschaft Chassenon im Département Charente benannt. Das eigentliche Zentrum des Kraters, ermittelt anhand der Bouguer-Schwereanomalien, liegt jedoch 4 Kilometer weiter westwärts von Rochechouart bei dem Weiler La Judie in der Gemeinde Pressignac (Charente).
Aufgrund seines mesozoischen Alters ist heute von den Strukturen des ursprünglichen Meteoritenkraters (Wall, Zentralberg oder Zentralring) topographisch nichts mehr erhalten geblieben. Einziges Anzeichen für die vormalige Depression ist womöglich die Vienne, die im Norden des Kraterbereichs von ihrem Westkurs recht stark nach Süden zum Kraterzentrum hin abgelenkt wird. Neben der Vienne entwässern die Charente (Oberlauf), die Graine und die Gorre den Kraterbereich in nordwestliche Richtung. Dies bringt die aktuelle Topographie zum Ausdruck, die im Vergleich zum Basisniveau der im Norden durchfließenden Vienne (zirka 160 Meter) im Süden und im Osten der Kraterstruktur um bis zu 150 Meter höher liegt.
Erhalten geblieben sind die im tieferen Kraterinneren zurückgelassene Lagen von Impaktbrekzien (Suevite und Trümmermassen) sowie das darunterliegende, durch Stoßwellenmetamorphose veränderte kristalline, variszische Grundgebirge.
Die Suevite sind nicht einheitlich, sondern können in drei sehr unterschiedliche Fazies unterteilt werden, die außerdem eine gesonderte räumliche Verteilung aufweisen. Die darunterliegenden Trümmermassen (Brèches de Rochechouart) sind zusammenhängender in ihrer Verbreitung und überdecken ein elliptisches Areal von in etwa 14 × 11 Kilometer.

## Geschichte
Die Impaktgesteine des Rochechouart-Chassenon-Kraters sind seit den 1770ern bekannt und wurden von Nicolas Desmarest zum ersten Mal beschrieben, der sie damals noch als „Bändergranit“ deutete. Bis zur wissenschaftlichen Anerkennung der Impaktnatur der Gesteine (durch die Arbeit von François Kraut im Jahr 1969) gab es unter französischen Geologen verschiedene Erklärungsversuche für die Impaktgesteine, die mehrheitlich als vulkanischen Ursprungs (explosiver Natur) angesehen wurden (selbst ein Zusammenhang mit den Vulkanfeldern in der weiter ostwärts gelegenen Auvergne war in Betracht gezogen worden). Bereits 1966 waren F. Kraut in Dünnschliffen Schockquarze aufgefallen, etwas später entdeckte er dann auch Pseudotachylite und 1969 schließlich zusammen mit amerikanischen Geologen Strahlenkegel. Da Schockquarze und Strahlenkegel nur unter den extremen Bedingungen der Stoßwellenmetamorphose entstehen können, wie sie ausschließlich bei Einschlägen von Meteoriten oder bei nuklearen Explosionen erreicht werden, kam als Erklärung für die rätselhaften Brekzien von Rochechouart folglich nur noch eine extraterrestrische Ursache in Frage.

## Geologie
Das polymetamorphe, kristalline Grundgebirge des nordwestlichen Massif Central, in das der Meteorit einschlug, besteht im Kraterbereich aus folgenden Gesteinen:
- Paragneise der Unteren und Oberen Gneisdecke
- Leptynitgneise der Unteren Gneisdecke
- Foliierter Leukogranit des Massivs von Chéronnac (Chéronnac-Leucogranit)
- Granitoide (Zweiglimmergranite) von Saint-Gervais (Saint-Gervais-Granit) und von Chirac-Étagnac (Chirac-Étagnac-Granit)
- Quarzdiorit von Exideuil-sur-Vienne (Exideuil-Quarzdiorit)
- Mikrogranite
- Lamprophyre

Der Krater berührt in seiner Nordostecke gerade noch die Überschiebung der Oberen über die Untere Gneisdecke. In der Unteren Gneisdecke treten noch kleinere verstreute Vorkommen von Amphiboliten und Serpentiniten auf.
Die eigentlichen Impaktgesteine des Kraterinneren lassen sich wie folgt untergliedern:
- Ballistische Ablagerungen:
  - Polygene Brekzien
- Durch Stoßwellenmetamorphose verändertes Grundgebirge:
  - Monogene Brekzien
  - Kataklasite
  - Hydrothermale Brekzien
  - Pseudotachylite
  - Strahlenkegel

### Polygene Brekzien
Die Polygenen Brekzien sind eindeutig allochthoner Natur und können in die Trümmermassen der Rochechouart-Brekzie an der Basis und in die darüberliegenden Suevite unterschieden werden. Die Rochechouart-Brekzie enthält so gut wie keine Glasreste, wohingegen die aus der Glutwolke abgelagerten Suevite teils sehr reich an Glas (und Entglasungen) sind.

#### Rochechouart-Brekzie

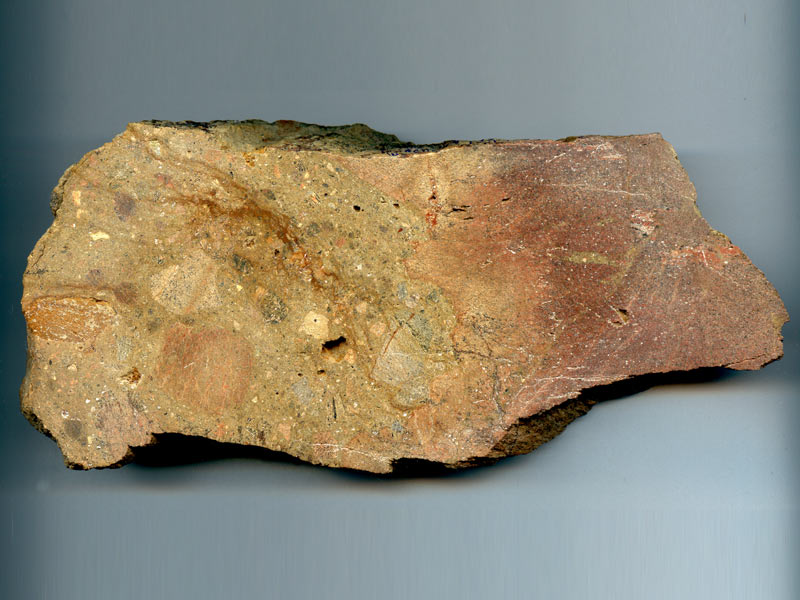
Handstück einer Rochechouart-Brekzie

Die betonartige Rochechouart-Brekzie besteht aus einer sehr feinkörnigen, rein klastischen Matrix, in die meist eckige Bruchstücke des Grundgebirges eingelagert sind. Die Matrix stellt den ehemaligen Explosionsstaub dar, der sich mit den aus dem Grundgebirge herausgeschleuderten Gesteinsfragmenten vermischte und sich dann am Kraterboden absetzte. Dort verdichtete er sich durch den herrschenden Druck, die hohe Temperatur und den Faktor Zeit. Die Größe der in der Matrix enthaltenen Gesteinsfragmente ist sehr variabel, sie bewegt sich generell zwischen dem Millimeter- und Meterbereich. Die Gesteinsfarbe ist ebenfalls sehr variabel und richtet sich nach dem vorherrschenden Gesteinstyp unter den Bruchstücken. Gelegentlich kann Gradierung, eine phantomartige Schichtung, manchmal auch eine bevorzugte Richtung in der Brekzie erkannt werden. Auch primäre und sekundäre Hohlräume sind zu beobachten.
Die Rochechouart-Brekzie findet sich in einem Radius von 5–7,5 Kilometer vom Einschlagzentrum entfernt. Sie nimmt flächenmäßig den größten Anteil unter den Impaktbrekzien ein. Sie tritt aber nicht als zusammenhängende Decke auf, sondern verteilt sich auf mehrere Teilbereiche (Hauptvorkommen bei Bors, Mandat und Videix, Vorkommen bei Chassenon, Vorkommen bei Rochechouart sowie weitere kleinere verstreute Vorkommen).
Unter dem Mikroskop lassen sich in der Matrix folgende Phänomene beobachten:
- Schockquarze. Diese waren bereits 1966 von F. Kraut entdeckt worden. Die Quarze besitzen eine sehr engständige (im Mikronbereich) “Pseudospaltbarkeit”, die aber in Wirklichkeit feinste Dislokationsebenen (Deformationslamellen) repräsentiert, an denen das Kristallgitter aufgrund des Explosionsdrucks zerschert wurde (auch als Planare Elemente oder im Englischen als PDF – planar deformation feature – bezeichnet).
- Knickbänder im Biotit und in Feldspäten.
- Entfärbung des Biotits (Ferrugenisierung). Das Eisen wurde teilweise herausgelöst und als kryptokristalliner Limonit abgeschieden.
- Generell zerbrochene Kristalle.
- Verdrehte Feldspatzwillinge.

Aber auch die Gesteinsfragmente tragen die Anzeichen der Stoßwellenmetamorphose, so kommen in den Feldspäten folgende Auswirkungen zum Tragen:
- Verlust der Doppelbrechung
- Zusammenbrechen des Kristallgitters
- Isotropisierung
- Beginnendes Aufschmelzen

#### Chassenon-Suevit

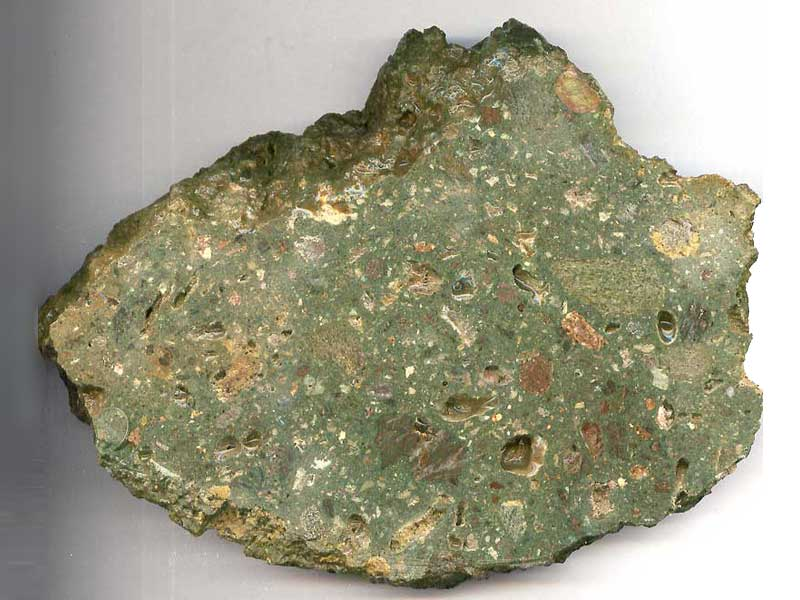
Der Chassenon-Suevit

Bei Chassenon geht die Rochechouart-Brekzie allmählich in den darüberliegenden Chassenon-Suevit über. Dieser kann bis zu 15 Volumenprozent an Glas enthalten. Die für diesen Suevit charakteristische Farbe ist grün aufgrund seiner starken Anreicherung an Nickeloxid (vorwiegend im Glasanteil), kann aber auch stellenweise wegen geröteter Grundgebirgsfragmente bunt erscheinen. Im Unterschied zur Rochechouart-Brekzie sind die in ihm enthaltenen Gesteinsbruchstücke in Zentimetergröße wesentlich kleiner. Auch die Hohlräume verschwinden zusehends. Die in der grau-grünen Matrix enthaltenen, millimeter- bis zentimetergroßen Glaseinschlüsse umhüllen ihrerseits gelegentliche Gesteinsfragmente. Das Glas ist meist von dunkelgrüner Farbe und hat eine starke Umwandlung in Tonminerale erfahren.
Der Chassenon-Suevit bleibt auf die unmittelbare Umgebung von Chassenon beschränkt und nimmt dort ein elliptisches Areal von 3,5 × 2 Kilometer an. Die römische Siedlung Cassinomagus wurde angeblich aus ihm erbaut. Im ehemaligen Römersteinbruch konnte früher über dem Suevit noch eine wohlgeschichtete, horizontale, aschenartige Lage aus feinsten Grundgebirgsfragmenten (Cinerit) ausgemacht werden.
Mikroskopisch zeigt der Chassenon-Suevit dieselben Effekte wie die Rochechouart-Brekzie. Das Glas erscheint unter dem Mikroskop dunkelgrün bis hellgelb, selten auch farblos. Es besitzt Fluidaltextur und enthält Vakuolen (Blasen). Die Vakuolen können mit Tridymit ausgefüllt sein. Der Brechindex ist größer als 1,52, was für die rhyolitische bis trachytische Zusammensetzung dieses diaplektischen Glases im Vergleich zu vulkanischen Gläsern derselben Zusammensetzung anormal hoch ist.

#### Montoume-Suevit

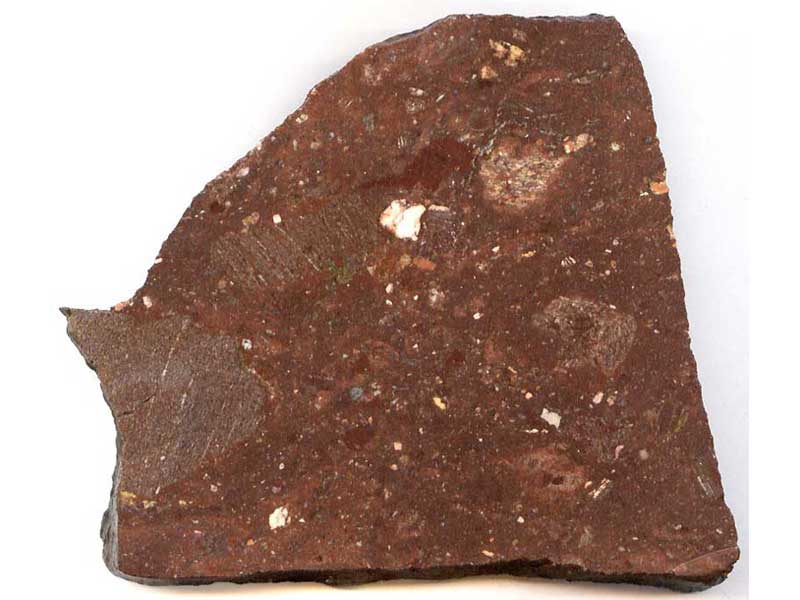
Der Montoume-Suevit

Der Montoume-Suevit tritt in drei gesonderten Vorkommen im Süden des Kraters auf. Bei Montoume (Gemeinde Chéronnac), dem südlichsten und weit abgesondertem Vorkommen, liegt er sehr wahrscheinlich direkt auf dem Kraterboden auf, bei Mandat (Gemeinde Saint-Gervais) und bei Videix über der Rochechouart-Brekzie. Er enthält sehr viele Glaseinschlüsse. Seine tiefrote Farbe ist auf einen hohen Gehalt an Eisen (Eisenoxide bzw. -hydroxide) zurückzuführen, welches sehr wahrscheinlich aus dem Meteoriten stammt. Der Suevit enthält gelegentlich auch schwarze Einschlüsse von Manganoxid, das womöglich ebenfalls aus dem Meteoriten stammt oder ein hydrothermales Umwandlungsprodukt darstellt.
Neben seiner Farbe unterscheidet sich der Montoume-Suevit vom Chassenon-Suevit durch seinen höheren Glasanteil. Das Glas besitzt eine blutrote bis violettrote Farbe und ist weniger stark umgewandelt worden als im Chassenon-Suevit. Es kann sowohl als vereinzelte Einschlüsse auftreten als auch mit der klastischen Matrix vermischt vorliegen. Anhand dieses Kriteriums lässt sich der Montoume-Suevit demnach in zwei lithologische Untertypen unterscheiden.
Die Gesteinsbruchstücke besitzen eine recht einheitliche Größe im Zentimeterbereich, sind aber sehr heterogen verteilt. Die vorliegenden Gesteinstypen unter den Bruchstücken variieren aufgrund der abwechslungsreichen Geologie des Kraterbodens beträchtlich, neben den überwiegenden Gneisen sind auch Granite, Granodiorite und/oder Mikrogranite zugegen.
Der Montoume-Suevit besitzt mikroskopisch dieselben Schockeffekte wie der Chassenon-Suevit. Kleinere Abweichungen betreffen das Glas, das wesentlich ärmer an Vakuolen ist, und die Schockquarze, die weniger von Dislokationen betroffen werden. Die Isotropisation ist insgesamt sehr stark ausgeprägt und die Biotite sind immer ferruginisiert. Das Glas in der Matrix ist meist fluidalisiert mit bis zu dezimetergroßen Schlieren. Es enthält ferner Kalifeldspat-Mikrolithen.

#### Babaudus-Suevit

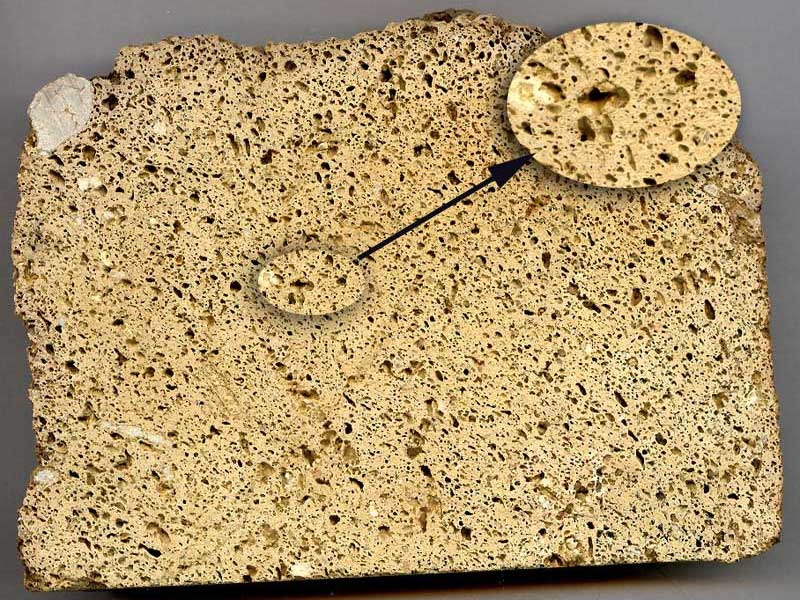
Die gelbe Impaktschmelze des Babaudus-Suevits

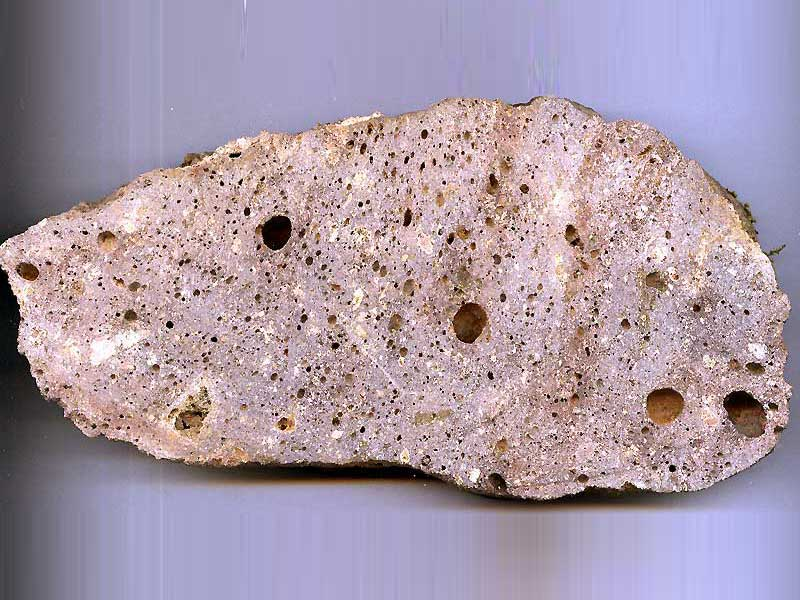
Die violettfarbene, blasenreiche Fazies des Babaudus-Suevits

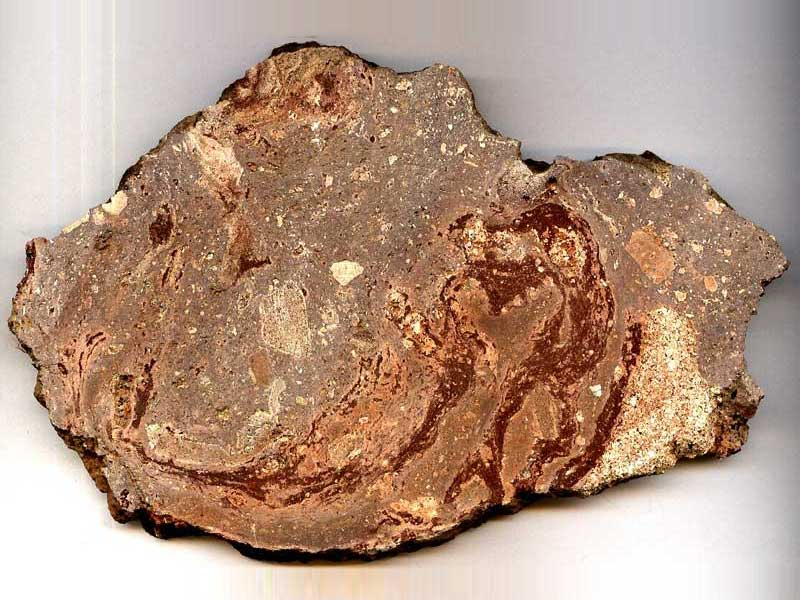
Die grau-rote, blasenarme Fazies des Babaudus-Suevits

Der Babaudus-Suevit ist eine Impaktschmelze (Englisch impact melt breccia) und tritt im Kraterzentrum auf. Er wird nur mehrere Meter mächtig und liegt über der Rochechouart-Brekzie. Er bleibt auf mehrere kleinere, voneinander isolierte Vorkommen beschränkt, beispielsweise bei Fonceverane  und La Valette (Gemeinde Pressignac) sowie bei Babaudus, Petits-Ajaux und Recoudert (Gemeinde Rochechouart).
Die Gesteinsbruchstücke treten in ihrer Häufigkeit sehr zurück, ihre Größe bewegt sich zwischen 2–3 Zentimeter. Ihre Umrisse sind undeutlich und sie sind meist von Vakuolen durchsetzt. Bedingt durch das hohe Aufschmelzen ist die ursprüngliche Mineralogie der Bruchstücke meist nicht mehr zu erkennen. Gelegentlich können jedoch im Einklang mit dem anstehenden Grundgebirge des Kraterbodens Granit-Granodiorit, porphyrischer Mikrogranit, Paragneis und Leptynitgneis ausgemacht werden. Die Matrix nimmt generell einen sehr hohen Prozentanteil ein, sie ist sehr reich an Vakuolen und Amygdalen; bei den Amygdalen (Mandeln) überwiegen ausgelängte Formen (bis mehrere Zentimeter) gegenüber Kugelformen (Millimeterbereich). Die Vakuolen werden im Zentralbereich von Phyllosilikaten ausgefüllt (eisenreicher Chlorit, Smectit, Illit, chromhaltiger Phengit), welche ihrerseits von einer Hämatit- oder Orthoklasaureole bzw. einer Abfolge dieser beiden Minerale umkleidet werden.
Mikroskopisch tritt die Glasfraktion in zwei Varietäten auf: einmal als nahezu farbloses und blasenreiches Glas oder als gelbliches bis grünliches Glas von hoher Fluidalität, erkennbar an Eisenhydroxidschlieren. Letztere Glasvarität ist sehr reich an Orthoklas-Mikrolithen im Submillimeterbereich (0,01–0,01 Millimeter).
Gesteinsanalysen des Babaudus-Suevits zeichnen sich durch einen enorm hohen K2O-Gehalt aus (Mittelwert bei 10,2 %), d. h. die Glasphase muss an Kalium angereichert sein. Der hohe Kaliumgehalt ist möglicherweise auf hydrothermale Phänomene während der Abkühlphase zurückzuführen. Auch die Nickel- und Chromwerte sind stark erhöht (bis zu 600 ppm, Mittelwert bei 150 ppm für Nickel; bis zu 310 ppm für Chrom). Das Nickel ist bis zu einem Faktor 40 gegenüber dem Grundgebirge angereichert und stammt zweifellos aus dem Meteoriten.
Im Babaudus-Suevit lassen sich mehrere Fazies unterscheiden:
- Gelblich-beige Fazies. Vorherrschende Fazies mit extrem hoher Aufschmelzung, die Bruchstücksgröße liegt bei einem Zentimeter. Vorkommen bei La Valette und nahe Fonceverane.
- Violettfarbene, blasenreiche Fazies. Diese Fazies ist sehr arm an Gesteinsfragmenten. Die Vakuolen sind gestreckt und eingeregelt. Sie werden von Eisenhydroxiden bzw. einem amorphen grünlichen Mineral ausgekleidet. Tritt südwestlich von La Valette auf.
- Grau-rote, blasenarme Fazies. Die Matrix ist grau bis violettfarben. Die Gesteinsbruchstücke bestehen aus Paragneis, Granit und Mikrogranit, ihre Größe bewegt sich zwischen 1–50 Zentimeter. Sie werden oft kapriziös von der fluidalisierten Matrix umflossen. Vorkommen westlich von La Valette.
- Grünliche bis bunte Fazies. Wurde nur in Form von Lesesteinen im Kraterzentrum gefunden.

### Monogene Brekzien
Die monogenen Brekzien, auch als Dislokations- oder Fragmentationsbrekzien bezeichnet, finden sich im Kraterboden. Sie kommen hier in der Regel über den Kataklasiten zu liegen und bestehen generell nur aus einer Gesteinsart. Sie sind gewöhnlich (sub)autochthoner Natur, d. h. mehr oder weniger an ihrem ursprünglichen Bildungsort verblieben (in-situ-Brekzien). In ihrem Aufbau zeigen sie Fragmente des Grundgebirges im Zentimeter- bis Meterbereich, die nur relativ geringfügig gegeneinander verschoben wurden. Dazwischen können Hohlräume entstehen, die leer bleiben oder mit einer durch den gegenseitigen Abrieb entstandenen klastischen Matrix verfüllt werden. Diese Matrix bleibt in ihrem Volumen generell jedoch von untergeordneter Bedeutung.
Unmittelbar nach dem Impakt hat der Kraterboden bedeutende Entlastungsbewegungen erfahren. Dies hatte zur Folge, dass die Brekzien nicht immer in ihrer autochthonen Position verblieben und als Brekziengänge (Englisch breccia dykes) in höhere Lagen injiziert bzw. „eingesaugt“ werden konnten. Der monogene Charakter der Brekzien ist im Grenzbereich zweier verschiedener Gesteinsarten ebenfalls nicht mehr gewährleistet.
Dass die interne Stratigraphie der Dislokationsbrekzien sehr komplex aufgebaut sein kann, bewies eine Forschungsbohrung bei Chéronnac, die zwischen mehreren Wechsellagen von Dislokationsbrekzien und Kataklasiten (mit assoziierten Pseudotachyliten) selbst eine Lage der Rochechouart-Brekzie zwischengeschaltet fand.

### Kataklasite
Die durch den Impakt erzeugten Kataklasite unterscheiden sich deutlich von ihren an Störungen erzeugten Namensvettern. So verfügen sie über keinerlei Gefügeregelung, haben dafür aber offene Spalten bis zu 1 Zentimeter Breite. Die Spalten können sternförmig angeordnet sein; meist werden sie von Eisenhydroxiden ausgekleidet. Streckungsrichtungen bzw. Plättungsebenen sind nicht zu erkennen.
Die Kataklasite erreichen eine Mächtigkeit im Zehnermeterbereich. Sie werden normalerweise unterhalb der Dislokationsbrekzien angetroffen.

### Hydrothermale Brekzien
Die hydrothermalen Brekzien treten nur im Steinbruch von Champagnac (Gemeinde Rochechouart) auf, in dem der ehemalige Kraterboden aufgeschlossen ist. Der Kraterboden wird durch eine dunkelblaue Schmelzschicht (Mikrobrekzie) im Zentimeter- bis Dezimeterbereich repräsentiert, möglicherweise handelt es sich hier auch um eine flachliegende Störung (Abscherung).
Die hydrothermalen Brekzien liegen an oder direkt unterhalb dieser Schmelzschicht. Sie haben sich vorrangig in den kompetenten Gesteinen des Kraterbodens entwickeln können, wie beispielsweise in Tonaliten, Granodioriten, Leukograniten und Lamprophyren. Die hydrothermale Umwandlung hat mittels folgender Prozesse die Gesteinsfragmente der Brekzie betroffen:
- Silizifizierung (Verquarzung) und Imprägnierung mit Pyrit, Arsenopyrit und Fluorit (selten)
- Chloritisierung und Karbonatisierung der ferromagnetischen Minerale (Biotit, Amphibol)
- Serizitisierung des primären Alkalifeldspats
- Pseudomorphisierung des Plagioklases (durch Hellglimmer, Karbonate, sekundären Alkalifeldspat)

Der weiß- bis graugefärbte Quarz kann massiv, gebändert oder als Geoden auftreten. Die Karbonatisierung erfolgte mittels Kalzit (vorwiegend), Ankerit, Siderit und Dolomit. Die Sulfidminerale sind verstreut oder in kleinen Zusammenballungen anzutreffen.
Nord-Süd-gerichtete Fiederspalten und andere Brüche im anstehenden Grundgebirge werden ebenfalls mit den gleichen Mineralen ausgekleidet.

### Pseudotachylite

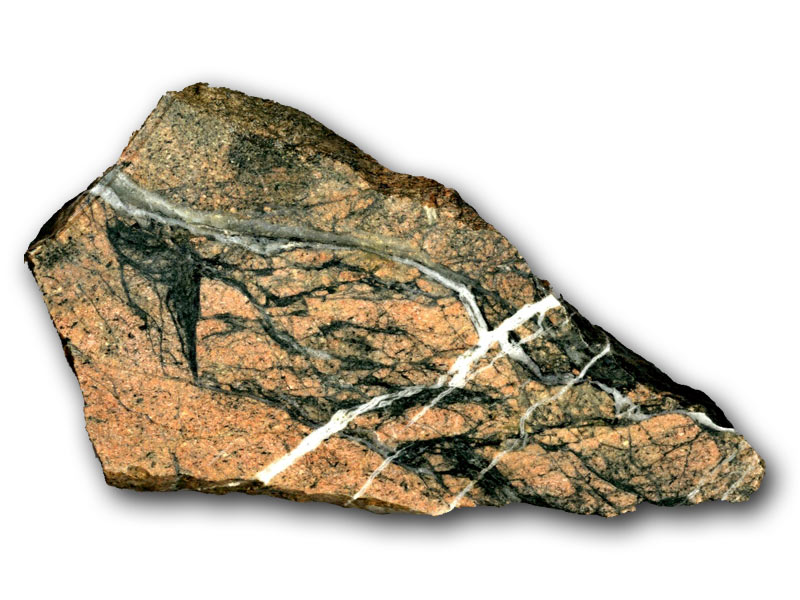
Pseudotachylit aus dem Steinbruch von Champagnac

Die Pseudotachylite sind glasige Mylonite die durch intensive, mechanische Reibung an Störungszonen entstanden. Sie treten ebenfalls im Steinbruch von Champagnac auf, ferner wurden sie in der Bohrung von Chéronnac angetroffen. In Champagnac sind sie meist mit den hydrothermalen Brekzien assoziiert. Die Pseudotachylite bilden dunkel- bis graugrüne Adern im Millimeter- bis Dezimeterbereich und sind wie die hydrothermalen Brekzien auf kompetente Gesteine des Kraterbodens beschränkt. Auch sie haben eine partielle bis totale Silizifizierung und Chloritisierung erfahren, verursacht durch die gleichen hydrothermalen Fluida (Paragenese Quarz-Pyrit-Karbonate).

### Strahlenkegel

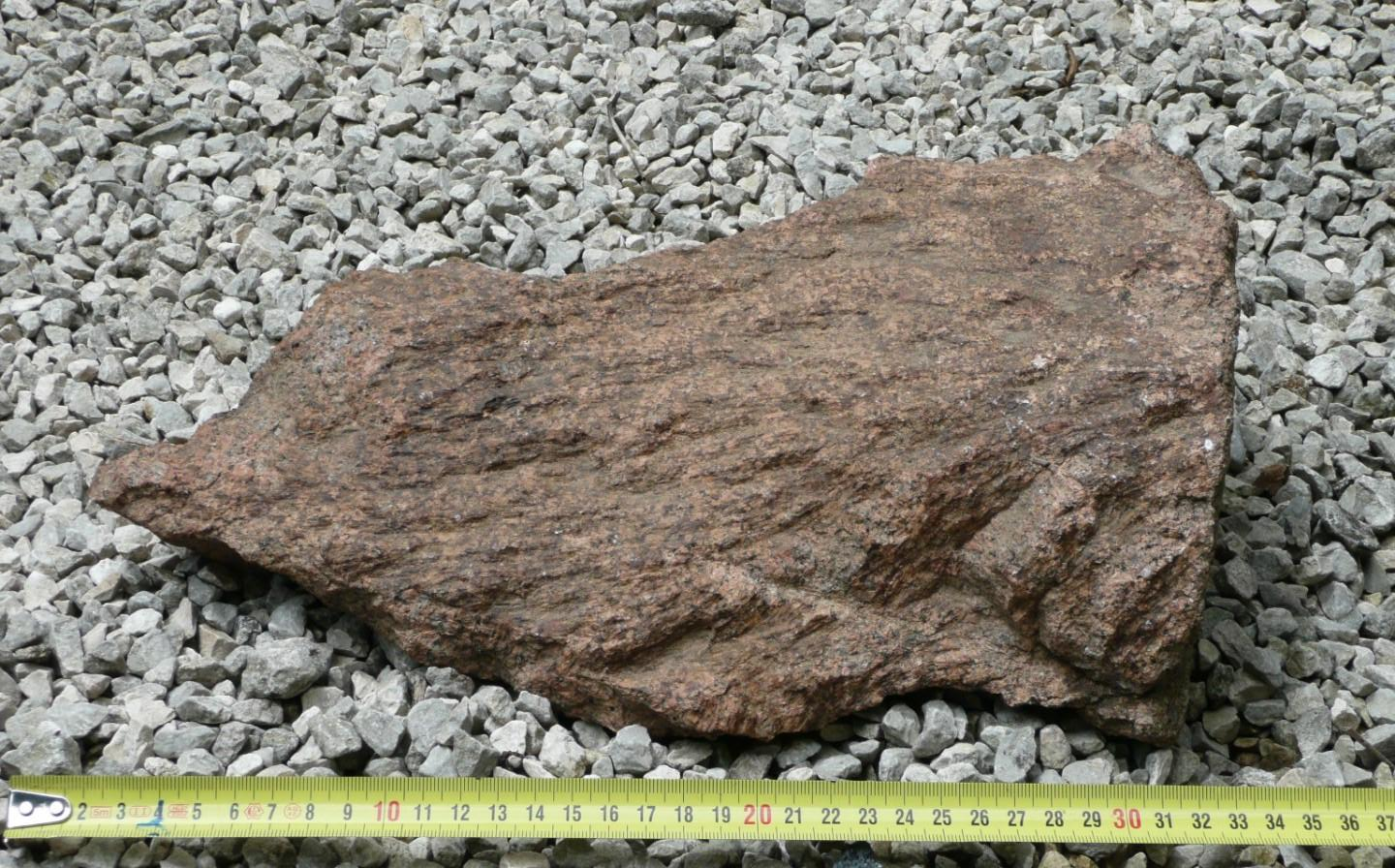
30 Zentimeter hoher Strahlenkegel aus dem Granit von Saint-Gervais

Die Entdeckung von Strahlenkegeln im Jahr 1969 bestätigte die Impaktnatur des Kraters von Rochechouart-Chassenon. Die Kegel können eine Höhe bis zu 30 Zentimeter erreichen, wobei Kegel größer als 5 Zentimeter oft aus mehreren kleineren Unterkegeln (proportional zum Hauptkegel) zusammengesetzt sind. Sie weichen in der Regel von der geometrischen Idealform ab, zeigen oft gekrümmte Seiten und ähneln manchmal sogar Pferdeschwänzen.
Auch die Strahlenkegel finden sich vorwiegend in kompetenten Gesteinen des Kraterbodens, insbesondere in isotropen Ganggesteinen wie Mikrograniten oder Lamprophyren. Sehr schöne Strahlenkegel lassen sich im Steinbruch von Champonger (Gemeinde Chassenon) beobachten. Die Kegel stehen meist mehr oder weniger aufrecht im Gestein (Einfallswinkel 75° bis 90°), wobei die Kegelspitze nach oben bzw. in Richtung des Kraterzentrums zeigt. In weniger kompetenten Gesteinen wie Paragneisen, Leptynitgneisen oder Amphiboliten sind die Kegel kaum noch als solche zu erkennen, sie erscheinen hier fächerartig und stark abgeflacht.
Mikroskopische Untersuchungen an Wirtsgesteinen zeigen Mikrobrüche, Dislokationen und Verlust von Doppelbrechung in Feldspäten sowie seltene Schockquarze.

## Altersdatierungen
Der Impakt muss nach der variszischen Orogenese erfolgt sein, deren jüngste Gesteine (Lamprophyre) im Raum Rochechouart ein Alter von 295 Millionen Jahren aufweisen. Paläomagnetische Datierungsmethoden ergaben den Zeitraum 200 bis 180 Millionen Jahre BP. Auch mehrere radiometrische Untersuchungen wurden vorgenommen, die folgende Ergebnisse lieferten:
- K/Ar: 271 bis 149 Millionen Jahre BP
- Ar/Ar: 214 Millionen Jahre BP
- Rb/Sr: 186 ± 8 Millionen Jahre BP[6]
- Spaltspuren: 206 bis 198 Millionen Jahre BP[7]

Neueste Untersuchungen der Universität Heidelberg pendeln sich offensichtlich beim Zeitabschnitt 201 bis 200 Millionen Jahre BP ein, d. h. am unmittelbaren Ende der Trias (Rhätium). Möglicherweise hat damit das Impaktereignis von Rochechouart zum Massensterben am Ende der Trias mit beigetragen. Endtriassische Tsunamite auf den anglo-normannischen Inseln im Ärmelkanal wären somit ebenfalls zu erklären.
Das 1997 durch S. P. Kelley und J. G. Spray mit der Argonmethode ermittelte Alter von 214 Millionen Jahren BP des frühen Noriums wurde längere Zeit allgemein befürwortet; es lieferte den Anlass zu einer multiplen Einschlagstheorie, da andere Impaktkrater wie der Manicouagan und der Krater von Saint-Martin in Kanada in den gleichen Zeitabschnitt fallen und sich ähnlich dem Impaktereignis des Komet Shoemaker-Levy 9 auf dem Jupiter paläogeographisch rekonstruiert mit dem Krater von Rochechouart-Chassenon zu einer hintereinanderliegenden Einschlagskatena verbinden lassen.
Bei einem Alter von 200 Millionen Jahren BP wären der Red-Wing-Krater und der Wells-Creek-Krater in den Vereinigten Staaten zeitgleich mit dem Krater von Rochechouart-Chassenon.

## Natur des Impaktors
Über die Natur des Impaktors gehen die Meinungen nach wie vor auseinander. Es bestehen drei Hypothesen:
- Eisenmeteorit magmatischen Ursprungs. Typ IIA oder IIAB. Wird unterstützt durch die Arbeiten von Janssens 1976–1977[10] und Schmid, Palme & Kratz 1998.
- Eisenmeteorit nicht-magmatischen Ursprungs. Typ IIE bzw. IA oder IIC. Wird befürwortet von Tagle & Stöffler 2003[11] bzw. von Tagle, Schmitt & Erzinger 2009.[12]
- Steinmeteorit (Chondrit). Befürwortet von Horn & El Goresy 1980[13], Shukolyukov & Lugmair 2000 und Koeberl, Shukolyukov & Lugmair 2007.[14]

Der Impaktor dürfte aber trotz der nach wie vor ungeklärten Typusfrage mit ziemlicher Sicherheit aus dem Asteroidengürtel stammen.
Unsicherheit besteht ferner über den Impaktkörper selber. War es ein einziger, homogener Asteroid oder handelte es sich um einen zusammengesetzten Körper? Letztere Annahme könnte die sehr unterschiedlich gearteten Suevite mit ihrer spezifischen räumlichen Anordnung besser erklären.

## Physikalische Überlegungen und Auswirkungen des Impaktereignisses
Im Krater von Rochechouart-Chassenon durchgeführte Schweremessungen (siehe die obenstehende Karte) ergaben im Kraterzentrum eine nahezu kreisförmige, negative Anomalie, die in ihrem Zentrum den Wert von −10 mGal erreicht. Ihr Durchmesser beträgt rund 20 Kilometer. Dieser Wert dürfte wohl in etwa die ursprüngliche Größe des Kraters darstellen, als Mindestwert sind jedenfalls 15 Kilometer anhand der räumlichen Verbreitung der Rochechouart-Brekzie gesichert.
Die fehlende Masse ist auf den Impakt zurückzuführen, der Modellrechnungen zufolge einen 2 Kilometer tiefen Transit-Krater heraussprengte. Dabei verdampfte der Impaktor vollständig. Nur wenig später setzten dann bereits die Ausgleichsbewegungen im Kraterinneren ein (Englisch rebound), die bei großen, komplexen Kratern meist zur Entstehung eines Zentralbergs (oder Zentralringes, bei Kratern über 20 Kilometer Durchmesser) führen. Ob der Krater von Rochechouart-Chassenon je solch einen Zentralberg/Zentralring besaß, bleibt dahingestellt. Es gibt jedenfalls dafür keinerlei Hinweise.
Mit der einfachen empirischen Formel von Baldwin kann die kinetische Energie des Meteoriten näherungsweise abgeschätzt werden:
- {\displaystyle \log E=3{,}045\cdot \log D+24{,}129}

Bei einem angenommenen Durchmesser von D = 20 km ergibt sich eine kinetische Energie von 1,2·1028 erg bzw. 1,2·1021 J. Über eine Gleichsetzung mit Ekin = 1/2·m·v2 kann für vorgegebene Geschwindigkeiten des Meteoriten sodann dessen Masse abgeschätzt werden. So folgt bei einer Geschwindigkeit von v = 20 km/s eine Masse von 6 Milliarden Tonnen, bei v = 50 km/s immerhin noch eine Masse von 1 Milliarde Tonnen. Über die Formel für das Volumen einer Kugel und einer angenommenen Dichte des Impaktors von 3,4 g/cm³ (Dichte von Chondriten) errechnen sich schließlich für dessen Radius Werte von 400 bis 750 Meter, bzw. ein Durchmesser von 0,8 bis 1,5 Kilometer.
Um eine Vorstellung dieser enormen, beim Impakt freigesetzten Energiemenge zu gewinnen, möge als Vergleich die bei Erdbeben freiwerdende Energie herangezogen werden. So setzen beispielsweise die stärksten bekannten Beben der Magnitude 9 auf der Richter-Skala rund 1025 erg frei. Der Meteorit von Rochechouart hatte demnach eine mehr als tausendfach höhere Energie als z. B. das Erdbeben von Valdivia 1960 oder das Erdbeben im Indischen Ozean 2004!
Modellrechnungen (beispielsweise mit dem Earth Impact Effects Program) zeigen ferner, dass in weniger als 5 Minuten sämtliches Leben in einem Umkreis von 100 Kilometer vernichtet worden war. Tiere und Pflanzen erlitten schwerste bis schwere Verbrennungen noch bis zu einem Umkreis von 300 Kilometer. Die Auswurfmassen des Kraters überdeckten einen Umkreis von mehr als 450 Kilometer und das Grundgebirge wurde an der Einschlagstelle bis zu einer Tiefe von 5 Kilometer nachhaltig verändert.
Es ist sehr wahrscheinlich, dass sich der Impakt unweit der damaligen Küste ereignet haben dürfte (die Lias-Transgression im Aquitanischen Becken, die bis in den Raum Rochechouart vordrang, erfolgte nur unwesentlich später) und somit einen gigantischen Tsunami auslöste (siehe hierzu die weiter oben bereits angeführten Tsunamite der anglo-normannischen Inseln).

## Bedeutung
Der Krater von Rochechouart-Chassenon ist der siebtgrößte Einschlagkrater in Europa. Für die Kraterforschung von Bedeutung sind die in ihm gut erhaltenen mittleren und tieferen Bereiche (Kraterboden). Er zeigt insbesondere ein sehr breites Spektrum der für die Stoßwellenmetamorphose typischen Strukturen: von zerbrochenen Kristallen über planare Elemente im Quarz, Knickbänder in Glimmern, diaplektische Gläser, echte Schmelzgläser bis hin zur Verdampfung der Silikate, die ihren Ausdruck in den blasenhaltigen Sueviten des Babaudus-Typs findet. Es dürften somit Temperaturen bis 10.000 °C und Drucke zwischen 100 und 1000 GPa verwirklicht worden sein. Eigenartigerweise wurden bisher weder die Quarz-Hochdruckmodifikation Stishovit noch Coesit gefunden.